# アレクサンドリアの聖カタリナ (カラヴァッジョ)
『アレクサンドリアの聖カタリナ』（アレクサンドリアのせいカタリナ、西: Santa Catalina de Alejandría、英: Saint Catherine of Alexandria）は、イタリアのバロック期の巨匠ミケランジェロ・メリージ・ダ・カラヴァッジョが1598年ごろ、キャンバス上に油彩で制作した絵画である。来歴は明瞭で、元来、フランチェスコ・マリア・デル・モンテ枢機卿のために描かれた。1934年にハインリヒ・ティッセン男爵のコレクションに入り、現在はマドリードのティッセン＝ボルネミッサ美術館に所蔵されている。

## 歴史
伝記作者ジョヴァンニ・ピエトロ・ベッローリによれば、フランチェスコ・マリア・デル・モンテ枢機卿はカラヴァッジョの『トランプ詐欺師』 (キンベル美術館、フォートワース) を購入した後、カラヴァッジョの窮状を知り、カラヴァッジョを自身の邸宅であったマダーマ宮殿 (ローマ) に居住させた。枢機卿のもとで、カラヴァッジョは『奏楽者たち』 (メトロポリタン美術館、ニューヨーク) と『リュート奏者』 (エルミタージュ美術館、サンクトペテルブルク) に加え、本作を描いた。ベッローリは、本作について以下のように述べている。

「そして車輪に身をもたせかけてひざまずく『聖カタリナ』を描いた。後者の2つの絵が今も枢機卿のところにあるが、以前よりも濃い色調になっている。ミケーレ (カラヴァッジョ) はこのときすでに陰影を強調し始めていたのである」。

本作は1627年に枢機卿の目録に記載されているが、描かれているアレクサンドリアのカタリナに枢機卿は特別な信仰心を抱いていたことが知られており、この作品が彼の注文で描かれたことは間違いない。翌年の1628年に、この絵画はアントニオ・バルベリーニ枢機卿の所有になり、以降バルベリーニ家に伝わったが、20世紀になってティッセン・コレクションに購入された。

## 主題
4世紀に生きたアレクサンドリアの聖カタリナの伝記は、ほとんどが伝説である。彼女は高貴な出自であり、宗教的幻視を経験した後、キリスト教徒として自身を捧げた。 ヤコブス・デ・ウォラギネの『黄金伝説 (聖人伝)』 によれば、彼女は18歳の時にローマ皇帝のマクセンティウスに求婚されたが、拒否した。皇帝は当時の最高の賢者を50人招集し、彼女が棄教するよう説得することを命じる。しかし、彼女は彼ら異教の哲学者たちをみなキリスト教に改宗させることに成功した。カタリナは皇帝に投獄されるも、奇蹟で守られる。皇帝は業を煮やし、カタリナ自身を車裂きの刑にするよう命じた。しかし、カタリナが車輪に触れた瞬間、車輪が稲妻で粉砕されたという。マクセンティウスは、その後、カタリナを斬首刑にした。最終的にはねられた彼女の首からは、血ではなく乳がほとばしったと伝えられる。
カタリナは、哲学者、雄弁家、公証人、洋裁師、紡績工、乳母、知恵と教育に関連するすべての人々、そして生計が車輪に依存していたすべての人々の守護聖人となった。彼女の祝祭日は11月25日である。

## 作品

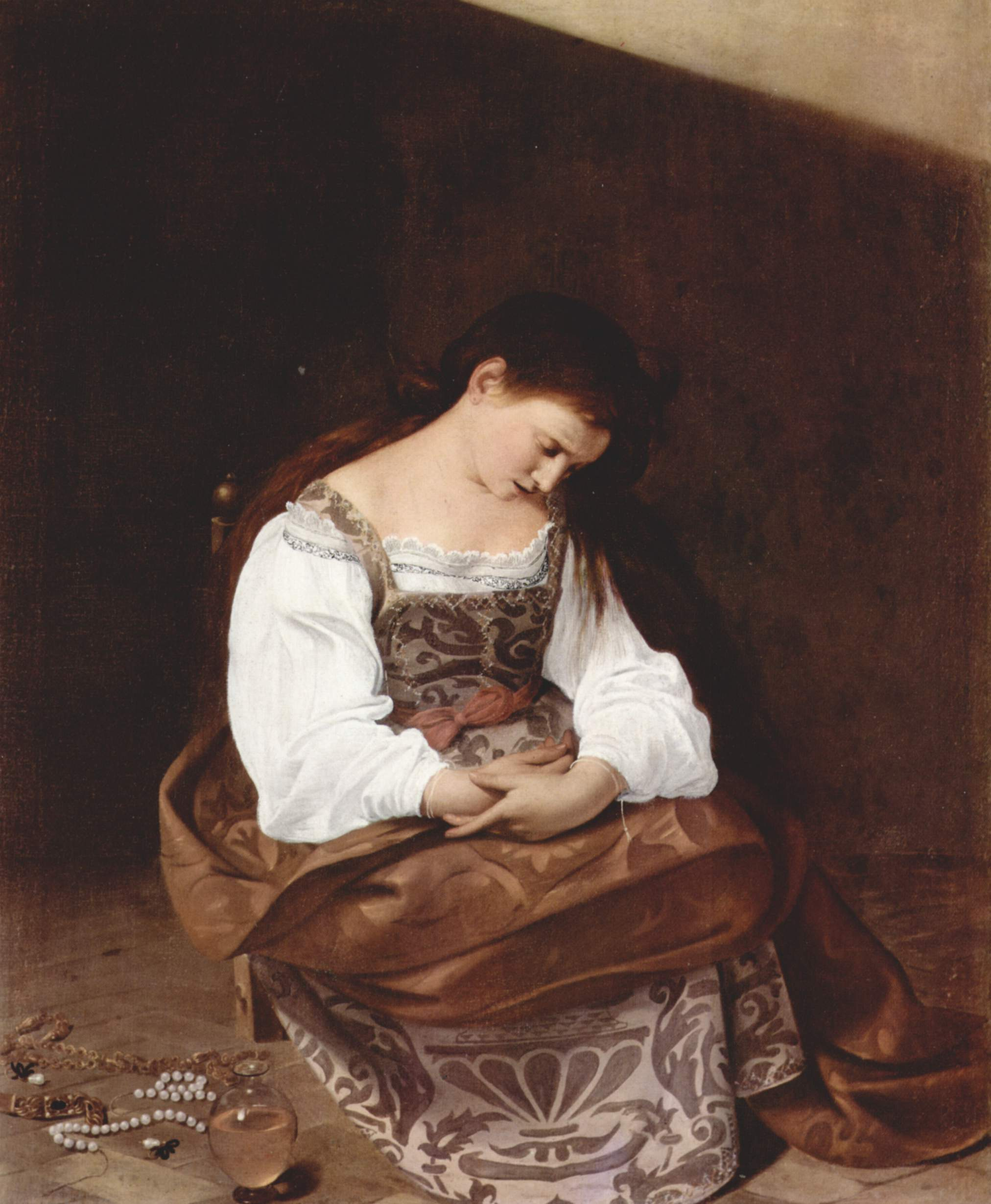
カラヴァッジョ『悔悛するマグダラのマリア』(1594-1495年ごろ)、ドーリア・パンフィーリ美術館、ローマ

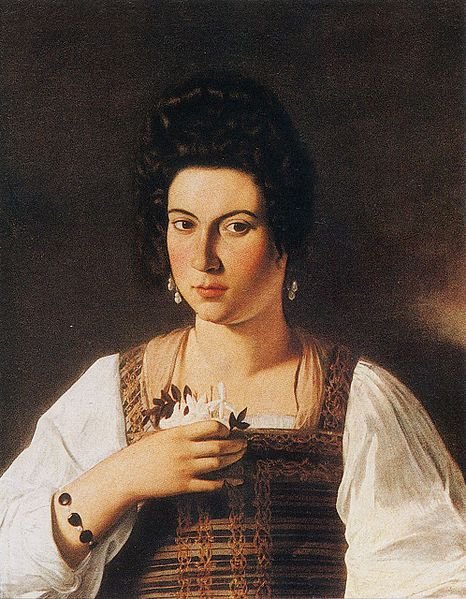
カラヴァッジョ『フィリーデ・メランドローニの肖像』(1601-1605年ごろ)、第二次世界大戦中にベルリンで焼失

本作は、カラヴァッジョが同じく聖女を描いた『悔悛するマグダラのマリア』 (ドーリア・パンフィーリ美術館、ローマ) よりも堂々とした存在感を示している。道具立ても大掛かりで、キアロスクーロ (明暗表現) も強く、カラヴァッジョがこの種の主題に自身をつけてきたことをうかがわせる。
画面で画家は象徴としての車輪ではなく本物の車輪を斜めに配置して、クッションに跪いたカタリナが車輪の軸に肘を置いて剣を手にする、という構図で描いている。聖女は、『フィリーデ・メランドローニの肖像』 (第二次世界大戦中にベルリンで焼失) と同じような豪華な当世風の衣装を纏い、王冠は着けていない。鑑賞者を見つめるカタリナの手前には、彼女のアトリビュート (人物を特定する事物) がある。殉教者の勝利を示すシュロの葉が置かれ、それが剣と交わって十字を形成している。カタリナの左手の指は車輪を指し示し、車輪に置いた右手は剣に触れ、剣の先はシュロの葉につながる。かくして、彼女の殉教の物語が時系列で示されているように見える。

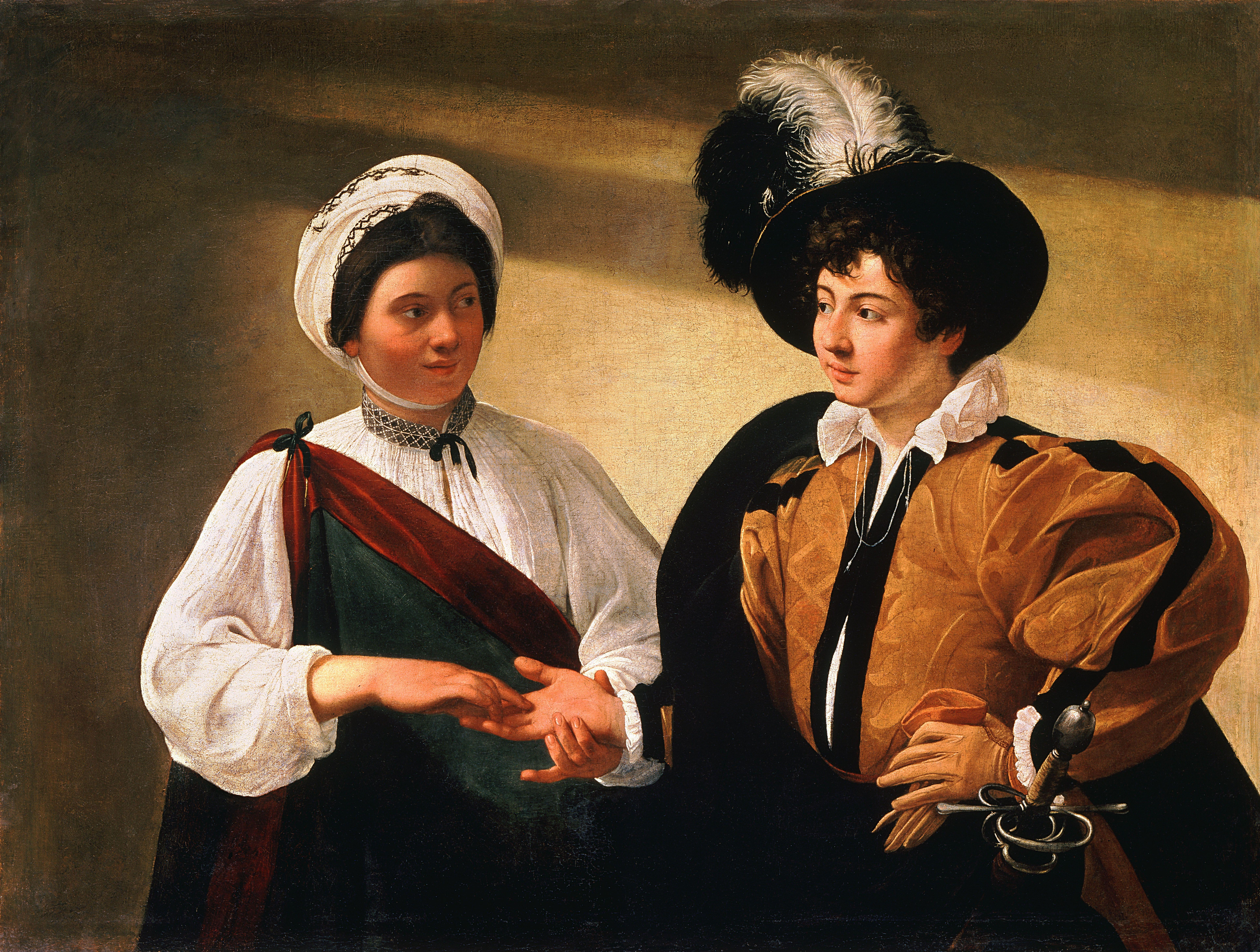
カラヴァッジョ『女占い師』(1595-1598年ごろ)、ルーヴル美術館、パリ

最も興味深いのは見事に描かれた剣である。この細身の剣はレイピアと呼ばれ、護身用ないし決闘用として16-17世紀に広く用いられた。カラヴァッジョの『女占い師』 (ルーヴル美術館、カピトリーノ美術館) の若者が下げているのと同じ、すなわちカラヴァッジョ自身がいつも持ち歩いていた剣にほかならない。本作のレイピアは異様に長いが、当時イタリアで作られたレイピアには140センチを超える長いものも残っている。剣の先には血糊のような赤色が見えるが、これは殉教者の血を暗示する赤いクッションの色が反映したものであろう。
カタリナのモデルとして、カラヴァッジョは自身が恋に落ち、多くの問題を引き起こされた有名なローマの売春婦フィリーデ・メランドローニを選び、物議を醸した。フィリーデはまた、『マルタとマグダラのマリア』 (デトロイト美術館)、『ホロフェルネスの首を斬るユーディット』 (バルベリーニ宮国立古典美術館、ローマ)、そして『フィリーデ・メランドローニの肖像』で画家のモデルとなった。